# 特里布文大学

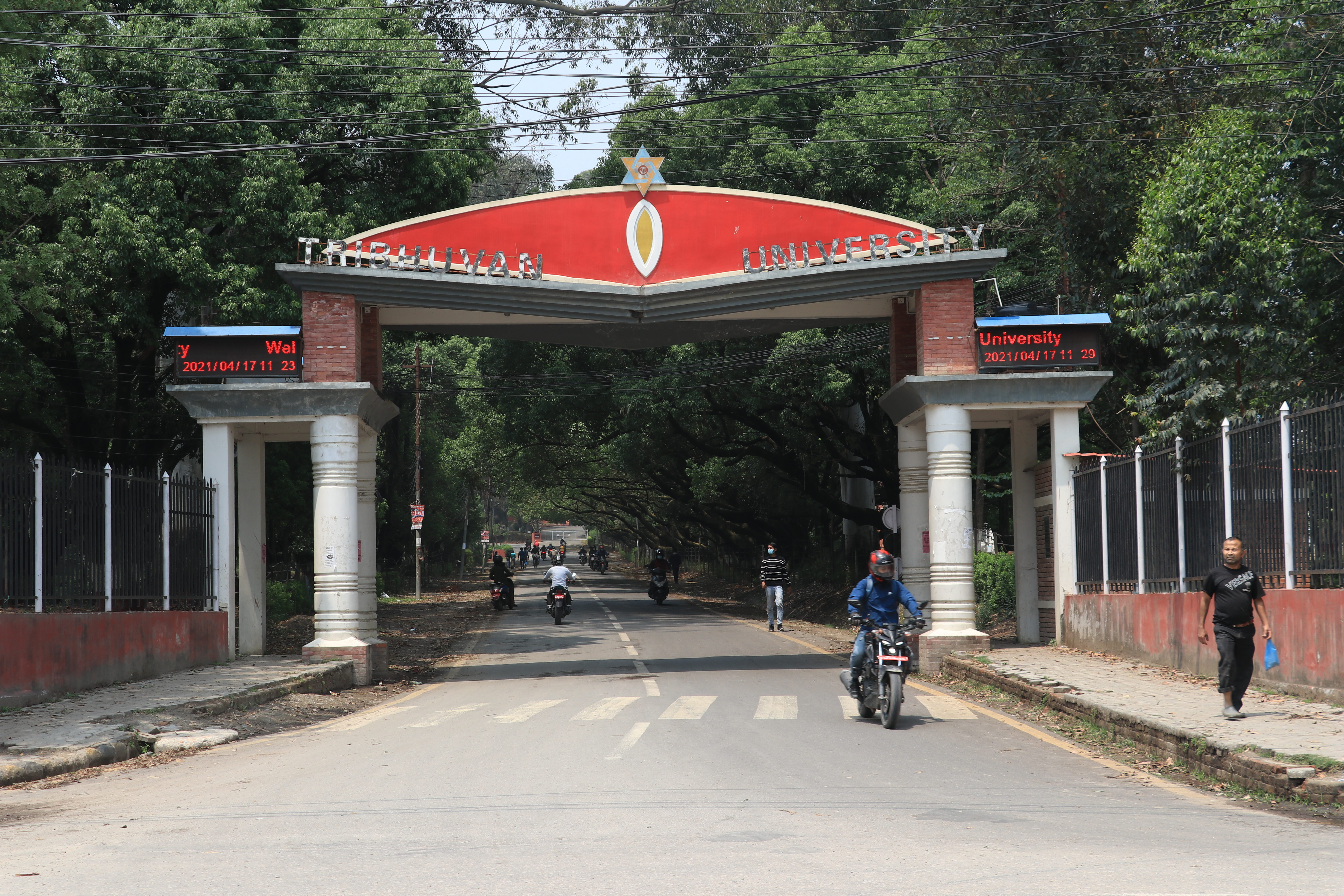
特里布文大學主校区东门

特里布文大學，又译特里布万大学，是一所尼泊尔公立大学，位于加德满都吉爾蒂布爾。大学成立于1959年，是尼泊尔历史最悠久、规模最大的大学，以前国王特里布万的名字命名。该大学提供1,000个本科课程和500个研究生课程，涵盖多个学科。
此外，该机构在尼泊尔全国拥有62个分校区和约1080个民办二级学院。它们在2014-2015学年共培养了高达60万的大学生，占该国大学生人数的90%。